# Søren Thorborg
Søren Frederik Thorborg, född 10 mars 1889, död 31 juli 1978, var en dansk gymnast.
Thorborg tävlade för Danmark vid olympiska sommarspelen 1912 i Stockholm, där han var med och tog silver i lagtävlingen i svenskt system. 